# Kaj Christensen
 Der er flere personer med dette navn, se Kaj Christensen (flertydig).
Kaj Christensen  var en dansk fodboldspiller.
Christensen spillede i KB som han vandt det danske mesterskab med 1914 og 1917.

## Eksterne Henvisninger
- Artiklen har ingen egenskaber for sportsdatabaser i Wikidata